# Actina viridis
Actina viridis är en tvåvingeart som först beskrevs av Thomas Say 1824.  Actina viridis ingår i släktet Actina och familjen vapenflugor. Inga underarter finns listade i Catalogue of Life.